# Rubus brunneri
Rubus brunneri är en rosväxtart som beskrevs av W. Maurer. Rubus brunneri ingår i släktet rubusar, och familjen rosväxter. Inga underarter finns listade i Catalogue of Life.